# Beriev A-60
Il Beriev A-60 è un aereo sovietico utilizzato per la sperimentazione di un cannone laser aerotrasportato. L'aereo venne ottenuto modificando la cellula di un cargo Il-76MD. In tutto, ne sono stati costruiti due esemplari.

## Sviluppo
Negli anni settanta, i vertici delle forze armate sovietiche iniziarono a sentire l'esigenza di sviluppare un'arma laser per impiego aeronautico, in risposta ad un analogo programma che gli Stati Uniti stavano portando avanti in quel periodo.
Per questa ragione, presso l'impianto industriale di Taganrog, venne creato uno speciale complesso sotto il controllo dell'aviazione, per provvedere allo sviluppo di un laser aerotrasportato. Il compito che aspettava i tecnici sovietici era estremamente gravoso: infatti, i problemi di ingegneria e tecnici che occorreva risolvere erano enormi.
Nel 1977, l'OKB Beriev iniziò la costruzione di un aereo laboratorio denominato 1A, con lo scopo di facilitare le ricerche a proposito della distribuzione del raggio laser negli strati alti dell'atmosfera. Questi lavori vennero condotti con la cooperazione di molti istituti scientifici e tecnici sovietici, in particolare del TSKB Diamond. L'aereo che si decise di modificare per la creazione di tale laboratorio volante fu un cargo Il-76MD. Per rendere possibile l'imbarco dello speciale equipaggiamento di missione, furono necessari lavori piuttosto estesi, che cambiarono l'aspetto della cellula.
Il primo volo del laboratorio volante 1A avvenne il 19 agosto 1981, con un equipaggio comandato dal pilota collaudatore E.A. Lakhmostovym.
In seguito, ne venne realizzato un secondo esemplare, chiamato 1A2. Questo era stato modificato in base alle esperienze condotte con il primo esemplare. Il primo volo avvenne il 29 agosto 1991, con un equipaggio comandato dal pilota collaudatore V.P. Demyanovskim. La matricola militare di questo secondo esemplare pare essere СССР-86879.

## Tecnica
Le modifiche necessarie per approntare al nuovo uso il cargo Il-76MD furono numerose, e cambiarono fortemente l'aspetto della cellula. Il normale radome, sul muso, fu sostituito con un equipaggiamento speciale, che comprendeva il radar per il puntamento del laser. Inoltre, fu necessario provvedere alla rimozione dei meccanismi di chiusura dei portelloni posteriori, alla saldatura del portellone stesso, nonché di altre porte e delle uscite d'emergenza.
La sistemazione del laser causò diversi problemi, anche perché vi era la necessità di non penalizzare troppo l'aereo da un punto di vista aerodinamico. Alla fine, si optò per un'installazione interna del dispositivo. In pratica, fu necessario tagliare una sezione superiore della fusoliera, tra le ali e la coda, e sostituirla con enormi portelloni composti da più parti. Questi portelloni avevano un meccanismo di apertura verso l'interno. Quando i portelloni venivano aperti, la torretta, con il laser puntato verso l'alto, usciva dalla fusoliera.
Il problema di dare energia al laser, nonché a tutti i dispositivi elettronici del laboratorio di bordo, venne risolto con l'installazione di un generatore sotto i motori. In questo modo, si assicurava l'alimentazione delle apparecchiature imbarcate.
Per quanto riguarda il laser vero e proprio, non sono state diffuse informazioni. Si sa solo che dovrebbe trattarsi di un laser gasdinamico.

## Servizio operativo
La carriera operativa di questi aerei è praticamente sconosciuta, come sconosciuti sono i risultati ottenuti dagli esperimenti condotti a bordo. Questo a causa dell'estrema segretezza che ha caratterizzato tutto il programma. Tuttavia, si è saputo che uno dei due esemplari (probabilmente il primo, l'1A) è rimasto completamente distrutto a causa di un incendio mentre era nell'aeroporto di Shkalovskaya. Comunque, pare che la sperimentazione prosegua ancora oggi con il secondo esemplare. Infatti, dopo un lungo periodo di inattività, risulta che l'aereo abbia ripreso l'attività sperimentale dall'estate del 2003 .

## Velivoli comparabili
Stati Uniti
- Boeing YAL-1